# Family Values Tour 2007
Family Values Tour es conocido como el tour de rock que encabeza Korn. Korn fundó el Family Values Tour en 1998 y encabezó la primera edición. Los próximos dos encabezamientos, en 1999 y 2001, lo fueron por Limp Bizkit y Stone Temple Pilots, respectivamente. En 2006 revivieron el tour después de 5 años de hiatus.

## Line Up

### Escenario Principal
- Korn
- Evanescence
- Atreyu
- Flyleaf
- Hellyeah (Excepto el 29/7)
- Trivium
- Neurosonic (Excepto el 25/7)

### Segundo Escenario
- Droid
- Five Finger Death Punch
- Invitro
- Through You
- Twin Method
- bloodsimple
- Egypt Central (8/10, 8/11, 8/14, 8/15, 8/22)
- The Vanished (8/17-8/21)
- Otep (7/29, 8/17)
- The Last Starfighter (7/22)

## Fechas
Las fechas del Tour se anunciaron el 19 de abril de 2007.
- 07/20/2007 St. Louis, MO - Verizon Wireless Amph.
- 07/21/2007 Somerset, WI - Float-Rite Amphitheatre
- 07/22/2007 Chicago, IL - First Midwest Bank Amphitheatre
- 07/24/2007 Toronto, ON - The Molson Amphitheatre
- 07/25/2007 Detroit, MI - DTE Energy Music Theatre
- 07/27/2007 Mansfield, MA - Tweeter Center for the Performing Arts
- 07/28/2007 Washington, DC - Nissan Pavilion
- 07/29/2007 Hartford, CT - New England Dodge Music Center
- 08/03/2007 Buffalo, NY - Darien Lake Performing Arts Center
- 08/04/2007 Pittsburgh, PA - Post-Gazette Pavilion
- 08/05/2007 Camden, NJ - Tweeter Center at the Waterfront
- 08/07/2007 Saratoga Springs, NY - Saratoga Performing Arts Center
- 08/08/2007 Holmdel, NJ - PNC Bank Arts Center
- 08/10/2007 Noblesville, IN - Verizon Wireless Music Center
- 08/11/2007 Atlanta, GA - HiFi Buys Amphitheatre
- 08/12/2007 Orlando, FL - Amway Arena
- 08/14/2007 West Palm Beach, FL - Sound Advice Amphitheatre
- 08/15/2007 Tampa, FL - Ford Amphitheatre @ State Fair grounds.
- 08/17/2007 Dallas, TX - Smirnoff Music Centre
- 08/18/2007 Houston, TX - The Cynthia Woods Mitchell Pavilion
- 08/19/2007 San Antonio, TX - Verizon Wireless Amphitheater
- 08/21/2007 Oklahoma City - Zoo Amphitheater
- 08/22/2007 Bonner Springs, KS - Verizon Wireless Amphitheater
- 08/24/2007 Denver, CO - Coors Amphitheatre
- 08/25/2007 Albuquerque, NM - Journal Pavilion
- 08/26/2007 Phoenix, AZ - Cricket Wireless Pavilion
- 08/29/2007 Bakersfield, CA - Rabobank Arena
- 08/31/2007 Sacramento, CA - Sleep Train Amphitheatre
- 09/01/2007 Mtn View, CA - Shoreline Amphitheatre
- 09/02/2007 Irvine, CA - Verizon Wireless Amphitheater

## Setlists

### Korn
- Intro
- Here to Stay
- Good God
- Starting Over
- Dead Bodies Everywhere
- Hold On
- Ever Be
- Trash
- Bottled Up Inside
- Falling Away from Me
- Ass Itch
- Coming Undone
- Faget
- Fake (en algunas fechas)
- Another Brick in the Wall con Goodbye Cruel World (covers de Pink Floyd)

Encore
- Twisted Transistor
- Got the Life (en algunas fechas)
- Evolution
- Freak on a Leash
- Blind

### Evanescence
- Intro
- Weight of The World
- Sweet Sacrifice
- Going Under
- Cloud Nine (Solo en Algunas Fechas)
- The Only One
- Taking Over Me
- Lithium
- People Are Strange (The Doors Cover)
- Call Me When You're Sober
- Bring Me to Life
- Imaginary
- Whisper
- All That I'm Living For (Solo en Algunas Fechas)
- Haunted
- Lacrymosa
- Your Star

### Atreyu
- Ex's And Oh's
- Becoming the Bull
- The Crimson
- Creature
- Doomsday
- Bleeding Mascara
- Blow
- You Give Love a Bad Name (Bon Jovi Cover)
- Right Side Of The Bed
- Lip Gloss And Black

### Flyleaf
- Justice and Mercy
- Breathe Today
- Fully Alive
- All Around Me
- I'm Sorry
- So I Thought
- Sorrow
- Again
- I'm So Sick
- Red Sam
- Cassie

### Hellyeah
- Matter Of Time
- Rotten To The Core
- GodDamn
- Stone Cold Crazy (Queen cover)
- You Wouldn't Know
- Hellyeah
- Alcohaulin' Ass

### Trivium
- To The Rats
- Unrepentant
- Becoming The Dragon
- Master of Puppets (Metallica Cover)
- A Gunshot To The Head Of Trepidation
- Pull Harder On The Strings Of Your Martyr

### Droid
- The Resurrection
- Built To Last
- Behind Dead Eyes
- No Gods No Masters

### Neurosonic
- Are Solar
- Crazy Sheila
- I Will Always Be Your Fool
- So Many People
- Until I Die

### Five Finger Death Punch
- Ashes
- The Way of the Fist
- Salvation
- The Devil's Own
- White Knuckles
- The Bleeding
- Meet the Monster

### Through You
- Vaccine
- Culo
- Knife Fight
- Fury
- Sleight of Hand
- Through Nose or Mouth

## CD y DVD
James "Munky" Shaffer confirmó que el CD y el DVD del tour 2007 fueron grabados, pero todavía no fueron lanzados.